# La Seine Musicale
La Seine Musicale este un centru de muzică și arte performative situat pe Île Seguin, o insulă de pe râul Sena, între Boulogne-Billancourt și Sèvres, la periferia vestică a Parisului, Franța.

## Program
La Seine Musicale s-a deschis pe 22 aprilie 2017 cu un concert susținut de Orquestra Insula, acompaniată de Cor Accentus, dirijată de Laurence Equilbey. În săptămâna de deschidere, pe 21 aprilie 2017, Bob Dylan a devenit primul artist care a susținut un concert muzical acolo. Pe 8 decembrie 2018, locația a găzduit tragerea la sorți finală pentru Cupa Mondială Feminină FIFA 2019.
Pe 20 mai 2021, Uniunea Europeană de Radiodifuziune (EBU) și postul francez de radio France Télévisions au anunțat că locația va găzdui Concursul Muzical Eurovision Junior 2021. Concursul, care va avea loc pe 19 decembrie 2021, va fi prima dată când Franța găzduiește concursul și primul eveniment Eurovision organizat în țară de la concursul Eurovision Young Dancers din 1999 de la Lyon.